# Puente de Ixtla
Puente de Ixtla è un comune del Messico, situato nello stato di Morelos, capoluogo dell'omonimo comune.